# 陳抱一

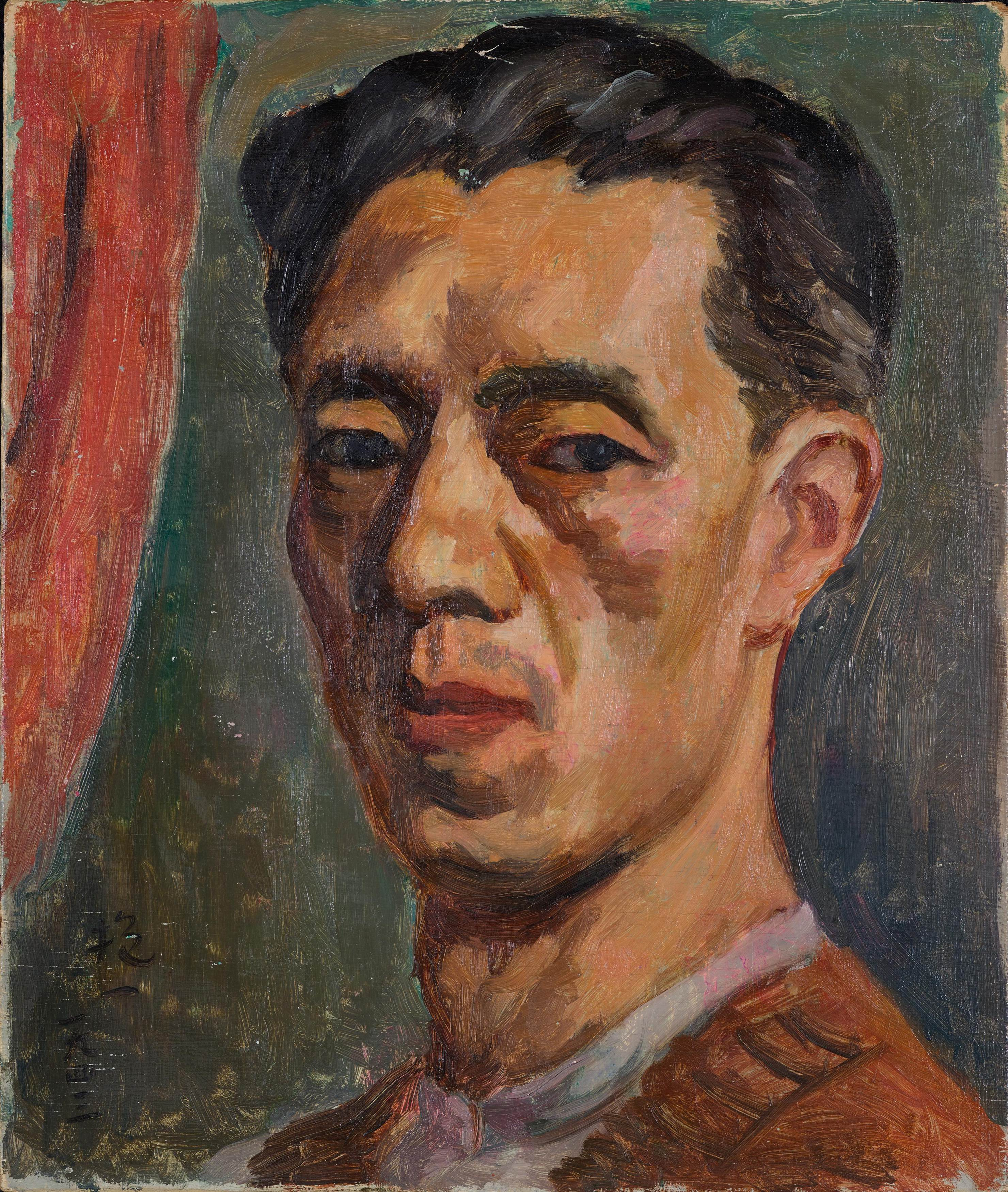
自画像，画于1943年

陳抱一（1893年—1945年7月27日），中国画家，決瀾社成員。

## 生平
祖籍廣東省廣州府新會縣（今江門市蓬江區潮連島）。1893年出生於上海，自小酷愛繪畫。在上海青年會中學讀書時，曾追隨張聿光學習鉛筆畫和水彩畫。後與劉海粟、烏始光等人進入周湘的「布景畫傳習所」學習。1913年進入日本有名的洋畫研究所「白馬會」學習。1921年回到上海，構築畫室於江灣。1943年5月繪製《弘一法師像》。1945年病逝於上海。
1964年其女陳綠妮將其遺作捐贈給中國美術館。